# Masse (materiale)
 For alternative betydninger, se Masse. (Se også artikler, som begynder med Masse)
Masse eller pasta er en dejagtig mængde ensartet, tyktflydende eller letformérbart materiale.

## Eksempler på masse
- Dej
- Biomasse
- Fugemasse
- Konfektmasse
- Papirmasse
- Spartelmasse